# Toyota TS030 Hybrid
De Toyota TS030 Hybrid is een racewagen van het Japanse automerk Toyota. De wagen voldoet aan de LMP1-vereisten van de 24 uur van Le Mans maar zal zijn eerste race al rijden tijdens de 1000 km van Spa-Francorchamps. Voor Toyota wordt het zijn eerste wagen in Le Mans sinds 1999, toen met de Toyota GT-One.
Hoewel de auto wordt aangedreven door een 3.4L V8 motor, maakt de auto gebruik van hybride-technologie. De auto is voorzien van een KERS-systeem, waarmee kinetische energie teruggewonnen wordt. De opgewekte elektrische energie wordt vervolgens gebruikt om de achterwielen aan te drijven door middel van elektromotoren.